# 北义城玉皇庙
35°38′29″N 112°56′54″E / 35.64139°N 112.94833°E
北义城玉皇庙位于中国山西省泽州县北义城镇北义城村，2006年被列为第六批全国重点文物保护单位。
北义城玉皇庙始建年代不详，重修于北宋大观四年（1110年），现存玉皇殿、献殿、耳殿、东西配殿、舞楼、厢房等建筑，其中玉皇殿（正殿）为宋代原构，余为后世所建。玉皇殿面阔进深各三间，单檐歇山顶，檐下斗栱为四铺作出单抄，梁架结构为三椽栿对前劄牵通檐用三柱。